# سولاکی
سولاکی (انگلیسی: Sulake) شرکت بازی ویدئویی فنلاندی است، که در سال ۲۰۰۰ تأسیس شد.